# Final Fantasy X
Final Fantasy X (ファイナルファンタジーX Fainaru Fantajī ten?) es un RPG desarrollado y publicado por la compañía Squaresoft (ahora conocida como Square Enix tras la fusión en 2003 con Enix) para el sistema PlayStation 2, llegando a Europa en 2002; es la décima entrega de la serie Final Fantasy, y fue la primera en desarrollarse para esta videoconsola.
Presentado en el año 2001, está entre los 20 videojuegos de consola más vendidos de la historia; ha vendido más de 10 millones de copias en todo el mundo, convirtiéndose en el segundo juego más vendido de la saga. También fue votado por los lectores de la revista japonesa de videojuegos Famitsu como el mejor videojuego de todos los tiempos.
Dentro de la serie Final Fantasy, este juego marca una importante transición entre escenarios totalmente prerrenderizados a entornos tridimensionales completos gracias al procesador Emotion Engine de PlayStation 2. No obstante, algunos interiores y escenarios concretos siguen utilizando los modelos prerrenderizados. Final Fantasy X es el primero de la serie en presentar un amplio rango de expresiones faciales realistas, así como otros logros tecnológicos, como la variación de luces y sombras entre las distintas partes de la vestimenta de un personaje. También fue la primera entrega de la serie en incorporar voces en los diálogos de los personajes, dobladas por actores profesionales, y también es el primero en tener una secuela, Final Fantasy X-2.
Durante el Tokyo Game Show de 2011 Sony dio a conocer que se haría una adaptación en alta definición del juego para PlayStation 3 y PlayStation Vita, que finalmente se puso a la venta en Japón en diciembre de 2013, mientras que en Norteamérica y Europa salió en marzo de 2014. En mayo de 2015 la versión en alta definición también se distribuyó para PlayStation 4 y un año más tarde, en mayo de 2016, para PC. Todas las versiones incluyen una adaptación también en alta definición de Final Fantasy X-2.

## Trama
"Listen to my story, this might be our last chance"
("Escucha mi historia, ésta podría ser nuestra última oportunidad")
-Tidus, al comienzo de juego.
Tidus es un joven, estrella del Blitzball, que juega en los Zanarkand Abes (el equipo de su ciudad). Un día, durante un partido, un extraño ser llamado Sinh ataca de improviso la ciudad. Auron, un misterioso conocido de la familia de Tidus, le ayuda a escapar introduciéndose en la esfera que había originado la devastación. Tidus despierta en un lugar desconocido para él. Cansado y hambriento busca refugio dentro de unas ruinas, donde es atacado por una bestia salvaje. En el calor de la batalla, es auxiliado por una misteriosa muchacha llamada Rikku, que aparece de improviso. Ella lo lleva consigo y le da de comer. Después le explica que Zanarkand fue destruida 1000 años atrás y que todo lo que Tidus parece saber, creer o conocer carece de lógica.
Y aquí es donde verdaderamente empieza la aventura. Encarnando a Tidus deberemos descubrir qué es lo que nos ha pasado y cómo podremos volver a Zanarkand, nuestro hogar. Para ello deberemos descubrir cuál es la relación entre nuestro viaje y Sinh. Conoceremos a muchos personajes en una intrincada historia que revelará la verdad que hay tras Sinh y el mundo de Tidus, que pareciera existir en otro tiempo. Entre estos personajes conoceremos a Yuna, que junto con Tidus se embarcará en una gran aventura para librar a Spira de Sinh y devolver al joven a su propio tiempo.
Los protagonistas de la décima parte de la eterna historia de amor, odio, magia y fantasía de Squaresoft son los más carismáticos de los últimos juegos de la saga. Las diferentes motivaciones de cada uno hacen que las personalidades de los principales personajes sean claramente distinguibles, añadiendo un componente espontáneo al argumento que es de agradecer en un juego cuya linealidad podría convertir al guion en algo muy previsible.

### Personajes
- Tidus: El alegre muchacho es el as de los Zanarkand Abes, un equipo de blitzball. Desde hace mucho tiempo odia a su padre, ya que cuando desapareció de Zanarkand, al igual que Tidus, su madre perdió las ganas de vivir y murió. Fue un jugador muy famoso antes de que desapareciera y no volviera a su casa, dejando a su madre y a él sin previo aviso. Los rápidos movimientos de Tidus le permiten enfrentarse con garantías a todo tipo de enemigos. Su nombre, al igual que el de Yuna, proviene del dialecto Okinawense (originario de Japón). Se lee tal como se escribe y significa "Sol", ya que Nomura siempre coloca a sus personajes nombres relacionados con el cielo (Sora, Cloud, Squall, etc.).

- Yuna: Hija del Gran Invocador Braska. Honesta y muy decidida. Yuna se embarca en un peregrinaje en la búsqueda del Eón Supremo, el cual utilizará para derrotar a Sinh. Yuna es una aprendiz de invocadora de Eones y magia blanca. Su nombre significa "Noche" en okinawense, que es de donde proviene el nombre de Tidus también.

- Wakka: Entrenador y capitán del equipo de Blitzball de su pueblo natal, los Besaid Aurochs. Wakka planea retirarse del deporte tras el torneo de este año para poder dedicarse completamente a proteger a Yuna como guardián. Sus lanzamientos de la pelota de Blitzball son especialmente eficaces contra los enemigos voladores. Wakka es un hombre de firmes creencias religiosas y fuertes prejuicios, pero el viaje por todo el planeta cambiará para siempre su existencia.

- Lulu: Una de las guardianas de Yuna. Ella y Wakka la ven como a una hermana pequeña. Es especialista en la magia negra, y usa diferentes muñecos para poder realizar poderosos hechizos. No pudo evitar que muriera una invocadora anterior a Yuna en la llanura de la Calma, y esto la atormenta. Lulu es muy sabia y conoce casi toda la historia de Spira.

- Kimahri Ronso: Poderoso guerrero de la raza Ronso. Kimahri ha cuidado a Yuna desde que ésta era muy pequeña, por petición de Auron. Habla muy poco, pero su devoción por la invocadora no tiene límites. Kimahri puede aprender los ataques de sus enemigos gracias a su habilidad Ronso Rage (en la versión en español llamada "Alma de Dragón").

- Auron: Guardián legendario que, junto a Jecht y al Gran Invocador Braska, derrotó a Sinh hace diez años. Hombre de pocas palabras, se dedica a guiar a Yuna y Tidus en su misión de derrotar a Sinh una vez más. Cuando balancea su poderosa katana incluso sus adversarios más temibles comienzan a temblar. Es el más poderoso samurái, meticuloso y muy sabio, cumple la promesa que le hizo Braska y Jecht de cuidar de sus hijos, Yuna y Tidus, tras sus muertes. Después de descubrir que Yunalesca traicionó a Braska y a Jecht, Auron quiso vengar la muerte de sus amigos. Sin embargo, Yunalesca lo derrota y muere poco después en Bevelle, después de haber conocido a Kimahri, al que pide que cuide de Yuna. Después, como alma errante, viaja en Sinh para poder volver al Zanarkand de hace mil años y así cuidar de Tidus.

- Rikku: Una joven Albhed extrovertida, sincera y muy optimista. Trabaja duro para conseguir que su gente pueda recuperar la gloria que un día tuvieron. Rikku es una ladrona o alquimista especialmente útil en los enfrentamientos contra enemigos mecanizados, y su habilidad de robar ítems tampoco es despreciable. Además es hija de Cid (líder de los Albhed) y prima de Yuna.

- Sinh: La historia de Sinh se remonta a la Guerra de las Máquinas entre las dos capitales de Spira en la antigüedad. Zanarkand era la ciudad de la magia y de los invocadores. Bevelle, por el contrario, era el centro de Spira. Por aquella época no había ninguna creencia religiosa predominante en Spira.

Sin previo aviso, una guerra estalló entre estas dos ciudades. Yu Yevon, el mejor de los invocadores, era el guía del pueblo de Zanarkand y amaba su ciudad por encima de todo. Zanarkand contaba con centenares de invocadores, hechiceros y guerreros de élite. Las armas de Bevelle eran mayormente máquinas, creadas para matar grandes masas de personas. La batalla tuvo lugar en la hoy conocida como Llanura de la Calma. Bevelle ganó esta batalla y siguió avanzando hacia el monte Gagazet para acabar definitivamente con la ciudad de Zanarkand, donde ya sólo quedaban civiles y algunos invocadores.
Yu Yevon, el padre de Yunalesca (de ella proviene el nombre de Yuna), aún permanecía en la ciudad y era lo único que Bevelle temía en este momento. Ante la terrible masacre que estaba experimentando su pueblo, reunió a todos los invocadores de Zanarkand y los convirtió en oradores para crear la mayor invocación jamás vista: Sinh. De ese modo, sumiría a Spira y a su capital en una espiral de muerte que giraría infinitamente, cuyo centro sería Sinh. Y dentro de él perduraría para siempre el pueblo de Zanarkand.
Acumuló todo su poder dando su alma a cambio, y Sinh fue finalmente invocado. Las tropas de Bevelle, al llegar a la cima del monte Gagazet, oyeron una voz que provenía de la ciudad de Zanarkand. Era una melodía que salía de los labios del propio Yu Yevon, quién, dentro de Sinh seguía invocando. Así nació el Salmo de Yevon. Cuando los soldados de Bevelle vieron las ruinas de Zanarkand, la guerra ya había terminado y la recompensa fue Sinh. Ante esta situación de pánico Bevelle dijo que toda la culpa la tenía Yevon, el gobernante de Zanarkand, y prohibió el Salmo en toda Spira. A pesar de todo, algunos partidarios de Zanarkand, como los Albhed, empezaron a cantarla en desafío.
Pero no todo el mundo murió en Zanarkand, ni su venganza terminaba aquí. Yunalesca, hija de Yu Yevon, sería la encargada de otorgar la Invocación Suprema que derrotaría a Sinh. Ésta sería entregada a aquellos invocadores que llegaran hasta las ruinas de Zanarkand demostrando su gran valor, a cambio de la vida de su guardián, que se convertiría en orador. Así ambos podrían enfrentarse a Sinh y destruir su coraza, a cambio de morir en la lucha. Después, Yu Yevon se apoderaría de la Invocación Suprema, para forjar una nueva coraza y poder reaparecer como un nuevo Sinh. Por último, y para cerrar el círculo de muerte de Spira, se difundieron las creencias de Yevon que, advirtiendo de que Sinh nacía de los pecados de la humanidad y difundido por templos de todo el planeta, sumiría a los habitantes de Spira en una pesadilla interminable.
Pero esta jugada maestra de Yu Yevon y Yunalesca duraría hasta mil años después cuando, Auron, guardián de Braska (el padre de Yuna), no se convierte en orador, pues es Jecht (padre de Tidus) quien decide hacerlo. De este modo es capaz de sobrevivir para contar el terrorífico secreto que se esconde bajo los emblemas de Yevon. Así, viajará por el tiempo para traer de la Zanarkand soñada que vive en Sinh a un chico que cambiará el destino de Spira para siempre: Tidus.

#### Personajes secundarios
- Seymour Guado: Seymour es el hijo de una invocadora humana y de un guado. Fue líder de la raza de los guado y su gran ambición siempre ha sido el poder. Su madre es la oradora de Ánima, un tenebroso Eón, y se sacrificó para poder otorgarle dicha invocación a su hijo. Es jugable, pero solo por una batalla, y tiene todas las habilidades al máximo.

- Braska: Padre de Yuna, considerado un invocador legendario por devolver la calma al mundo de Spira diez años atrás de los acontecimientos que tienen lugar en el juego. Tuvo como guardián a Jecht y a Auron, que posteriormente se convirtió en el guardián de Yuna.

- Jecht: Padre de Tidus, considerado guardián legendario por devolver la calma al mundo de Spira junto a Braska y Auron. Además considerado el mejor jugador de blitzball de Spira. Jecht formaba parte del sueño de Zanarkand hasta que accidentalmente cae en Spira, conoce a Braska y se implica en su viaje. Finalmente accede a ser su orador, salvando la vida de Auron y logrando así romper la espiral de muerte de Spira.

- Yunalesca: Era hija del poderoso invocador Yu-Yevon, creador de Sinh en la guerra entre Zanarkand y Bevelle. Después de que su padre creara a Sinh, Yunalesca luchó contra él y fue la primera alta invocadora que lo derrotó. Para ello invocó al eón supremo. Murió en esa batalla junto a Sinh y su marido y guardián Zaon.Su espíritu habita durante el juego en el templo de Zanarkand. Allí espera a los invocadores que, como ella, quieran derrotar a Sinh, una y otra vez. Su misión es la de, para poder invocar al aeon supremo, dar a escoger qué guardián de los que acompañan al invocador se transformará en tal ser. De esta manera, el guardián en sí, se convertirá en el renacido Sinh.

- Cid: Padre de Rikku y tío de Yuna, es el líder de los Al Bhed y propietario de la nave en que se viaja durante el juego.

- Luzzu y Gatta: Son dos legionarios de spira estacionados en Besaid. Antes de la operación Mi´ihen dependiendo de lo que le diga el jugador a Gatta, cualquiera de los dos puede morir. Más adelante en el barco volador si el jugador viaja a Besaid podrá ver a uno de los dos (el que sobrevivió) entrenando a un grupo de legionario.

- Venerables: Son los líderes espirituales de Spira. Entre los más conocidos están:
- Kelk Ronso: Único venerable Ronso, y líder de estos.
- Jyscal Guado: Único venerable guado y líder de Guadosalam.
- Wen Kinoc: Humano y líder de los soldados de Yevon
- Yo Mika: Era el venerable más importante de todos: el venerable supremo.

Cabe destacar que los tres primeros fueron asesinados por Seymour Guado.
- Monjes Guerreros: Son la armada de Yevon, y también protegen a los venerables. Su líder es Wen Kinoc.

#### Eones
Artículo principal: Yuna
En este juego las invocaciones son llamadas Eones. Hay un total de 8, pero 3 de ellos son secretos.
- Valefor: Es el primer Eón que obtiene Yuna, al convertirse en invocadora. Lo otorga el orador de Besaid. No es elemental. Tiene forma de pájaro. Posee dos técnicas turbo que causan un gran daño no elemental a todos los enemigos: Rayo Devastador y Lluvia de Muerte.

- Ifrit: Es el segundo. Ifrit ya ha aparecido en otras sagas de Final Fantasy. Usa el fuego para atacar. Se consigue durante el juego, en el templo de Kílika. Su turbo "Fuego Infernal" causa un gran daño de elemento fuego a todos los enemigos.

- Ixion: Es el tercer Eón y usa el elemento del rayo. Tiene forma de unicornio. Ixion vive en el templo de Djose. Su turbo "Electrocución Final" causa un gran daño de elemento rayo a todos los enemigos.

- Shiva: Es el cuarto Eón, usa el elemento hielo y tiene forma de mujer. Al igual que Ifrit ya ha aparecido en otras sagas de Final Fantasy. Lo conseguirás en el templo de Macalania. Su turbo "Polvo de Diamantes" causa daño de elemento hielo a todos los enemigos.

- Bahamut: El quinto y último Eón que se obtiene en el transcurso normal del juego. No es elemental, pero es muy poderoso. Se asemeja a un gran monstruo con alas. Se consigue en Bevelle. Su turbo Mega Fulgor causa un daño no elemental superior a 9.999 puntos a todos los enemigos.

- Yojimbo: A diferencia de los otros eones, Yojimbo sólo ataca si se le paga, aunque puede llegar a hacerlo por voluntad propia sin que tengas que hacerlo. Daigoro, Tres Dagas, Katana y Ultraesgrima son sus cuatro técnicas. El ataque Ultraesgrima de Yojimbo, es el más fuerte de todo el juego, capaz de eliminar a cualquier enemigo (sin excepción alguna) de un solo golpe.

- Ánima: Es uno de los eones más poderosos. Su ataque Dolor causa muerte a un enemigo o un daño no elemental muy poderoso. Su turbo Caos liberado causa daño a todos los enemigos (dieciséis ataques consecutivos a cada uno, cada golpe de hasta 99.999).

- Hermanas Magus (de Final Fantasy IV): Son tres personajes que se comportan airadamente. Debes pedirles que ataquen con comandos como "Dale duro" o "Unir Fuerzas". Su ataque turbo es Ataque Delta, que causa daño no elemental. Seis golpes de hasta 99.999 puntos.

#### Eones Oscuros
Los templos y monjes considerarán a Yuna una traidora de Yevon tras esta escapar de Bevelle. Solo en la versión PAL, en ciertos lugares de Spira, aparecerán los eones oscuros, que son versiones muchísimo más fuertes que los tuyos. Es opcional enfrentarse a ellos, pero si los derrotas a todos aparecerá un video en el que se muestra a una criatura salir del barranco de la Llanura de la Calma, el Verdugo Final, considerado el jefe más difícil de todos los Final Fantasy. Cabe añadir, que también habrás de enfrentarte con algún eón negro si quieres conseguir un objeto importante. Por ejemplo, para conseguir el segundo turbo de Valefor, Lluvia de Muerte y la esfera de Jecht que hay al lado del Templo de Besaid, deberás derrotar a Valefor Oscuro.
Aquí está la localización de los eones negros.
- Valefor Oscuro: En la entrada al pueblo de Besaid. Una animación al entrar, y el monje del templo te lanzará a Valefor.
- Ifrit Oscuro: En el Desierto de Sanubia. A la entrada de las ruinas del hogar albhed, una chica te dirá que ha perdido a su hija. Acepta ayudarla y desencadenarás la batalla contra su "hijo", Ifrit.
- Ixion Oscuro: En la Llanura de los Rayos. Más allá de la Casa de Rin, en un pararrayos habrá un soldado. Habla con él e Ixion Oscuro vendrá a por ti. Deberás vencerlo 2 veces. Puedes luchar contra él antes de luchar contra Yunalesca.
- Shiva Oscura: En la entrada del Templo de Macalania. Atraviesa todo el desfiladero y en la entrada del templo los Guado te enviarán a Shiva. Puedes luchar contra ella antes de luchar contra Yunalesca.

- Bahamut Oscuro: En el lugar de batalla de Yunalesca. Al entrar, Bahamut Oscuro se lanzará a por ti.
- Yojimbo Oscuro: En la Cueva del Orador Robado. Avanza al final de la cueva y vuelve a pie a la entrada. Tras dar unos pasos lejos del transportador del final, una escena te mostrará como un monje llama a Yojimbo Oscuro. Deberás vencer a Yojimbo 5 veces consecutivas. Puedes luchar contra él antes de luchar contra Yunalesca. Es quizá el más difícil de vencer de todos los Eones Oscuros.

- Ánima Oscura: En el Monte Gagazet. Repite la prueba de Wakka y la pelota. Al hacerlo bien, Ánima aparecerá en la entrada del Monte Gagazet. Es el Eón Oscuro con más vitalidad. Puedes luchar contra Ánima Oscura antes de luchar contra Yunalesca.

- Hermanas Magus Oscuras: En la Senda de las Rocas Hongo. Accede allí a través del Camino de Miihen. Al avanzar un poco, una animación te mostrará a dos invocadoras llamando a Sandy y a Mindy.

Consejo: Para vencer más fácilmente a las Hermanas Magus Oscuras, hay una opción: matarlas una a una. Para ello, debes huir por la izquierda y subir al ascensor. Activarás un minijuego que consiste en atravesar toda la senda hasta el ascensor sin que ninguna invocadora te alcance. A medida que avances, las invocadoras se cansarán y se quedarán solo dos, y finalmente una. Entonces te acercas a la que tienes más próxima, y empiezas la lucha con ella solamente. Es más fácil con el Ultraesgrima de Yojimbo.
- Tras vencer a todos, el Verdugo Final resucitará. Para enfrentarte a él, debes elegir como destino en el Barco Volador "Verdugo Final". Tras una animación empezará la batalla, que será muy larga ya que el Verdugo tiene 12.000.000 puntos de VIT.

### Razas

#### Humanos
Son la mayor población de Spira. Cada uno tiene sus características y su modo de combate al igual que su carácter.
Distinguimos siete tipos:
- Altos Invocadores: Son aquellos que han terminado su peregrinaje, han obtenido el eón supremo y vencido a Sinh. Yuna, al vencer a Sinh, se convirtió en la última Alta Invocadora y la primera en vencerle sin invocar al eón supremo.

- Invocadores: Encargados de vencer a Sinh con la ayuda de los eones conseguidos en los templos a través de su peregrinaje hacia Zanarkand, y el eón supremo, obtenido en dicha ciudad.

- Guardianes: Protegen a los invocadores y van siempre con ellos. Cada invocador elige a sus guardianes.

- Monjes/as: Encargados de los templos y de difundir el mensaje de Yevon por toda Spira.

- Venerables: Tienen el poder. Son los que mandan sobre todos en Bevelle y todos los seguidores de Yevon. Los venerables no tienen que ser necesariamente humanos, pueden también pertenecer a este grupo miembros de las otras razas. Los últimos 4 venerables son Mica, Seymour Guado, Kinoc y Kelk Ronso.

- Monjes guerreros: Monjes encargados de proteger a los civiles y venerables. Pueden ir armados con un rifle o con lanzallamas y cuentan con la ayuda de máquinas de ataque permitidas por el Clero.
  - Monjes redivivos: Antiguos monjes de Zanarkand que son muertos en vida, es decir, han vuelto después de la muerte pero no presentan ninguna traza de humanidad. Están en estado zombi, así que les afecta la magia curativa.

- Oradores: Los oradores son los encargados de conceder poder a los invocadores en forma de eones (invocaciones). Sus almas perviven en grandes rocas que habitualmente se encuentran en los templos de Yevon.

- Civiles: Todos los demás.

#### Albhed
Raza de aspecto humano pero con lengua propia y algunos rasgos distintivos. Utilizan las máquinas para todo a diferencia del resto de habitantes de Spira, pues no creen en Yevon y su doctrina. Tienen las pupilas en forma de espiral. Su hogar fue destruido por Sinh y vivían en la isla de Bikanel hasta que la destruyeron los Guado. Su equipo de Blitzball son los Alhbed Psyches.
Tienen una lengua propia muy extravagante que se puede aprender recogiendo los diccionarios Albhed repartidos por toda Spira.

#### Ronso
Raza de humanoides de aspecto felino. Absorben técnicas a sus rivales mediante la técnica Alma de Dragón. Su equipo de blitzball son los Ronso Fangs.
Todos los Ronso excepto Kimahri, viven en el monte Gagazet. Esta raza se caracteriza por su valentía, su fuerza física y su voluntad. Los ronso se respetan entre ellos con nobleza y cuando consideran que alguien les ha faltado el respeto, lo marginan hasta que es capaz de ganarse otra vez el respeto de su raza (es el caso de Kimahri). Su cuerno es símbolo de fortaleza y a los descornados se les considera cobardes o débiles.

#### Guado
Raza de aspecto humano pero con un poder mágico inigualable y rasgos físicos diferenciados, como el cabello más poblado y las extremidades más alargadas. Son los encargados de proteger el Etéreo. Viven en Guadosalam pero también protegen el templo de Macalania. Su equipo de blitzball son los Guado Glories.

#### Hypello
Raza de humanoides acuáticos. Su piel es de color azul, y en tierra son algo patosos. Sin embargo, en el agua se desenvuelven con facilidad. Viven en poblados construidos bajo el agua. Son muy reservados. Son los encargados de conducir los shupafs que transportan a la gente desde Río de la Luna Sur hasta Río de la Luna Norte, y viceversa.

#### Monstruos
Cuando algún ser vivo no monstruo muere, debe ser "enviado" para que vaya al Etéreo y descanse en paz. Si no es "enviado", el alma coge envidia a los vivos, con el tiempo esa envidia se convierte en odio y finalmente, se convierte en un monstruo para sembrar caos y destrucción. Otras almas puede que acepten su muerte y se dirijan al Etéreo por su cuenta.

### Mundo de Final Fantasy X
El mundo de Final Fantasy se llama Spira.
- Isla de Besaid: Es una pequeña isla situada al sur de Spira. En ella viven Yuna, Wakka y Lulu. Es el lugar donde Yuna se crio, y lo considera su lugar natal aun habiendo nacido en Bevelle. En las versiones PAL e International, el grupo debe enfrentarse a Valefor oscuro si quiere entrar al pueblo justo antes de vencer a Sinh.
  - Templo de Besaid: Templo de rezo de la isla de Besaid. En él, Yuna se hace invocadora y consigue su primer eon; Valefor. En el interior hay una estatua del Alto invocador Braska, padre de Yuna.
- Isla de Kilika: Pequeña isla situada entre Besaid y Luca. Durante el juego, sufre un ataque de Sinh que la arrasa por completo, dejando muchos muertos y la isla completamente destrozada.
  - Bosque de Kilika: Rodea la isla de Kilika y resguarda el templo.
  - Templo de Kilika: Templo de rezo de la isla de Kilika. Rinde culto al elemento Fuego y Yuna consigue en él su segundo eon, Ifrit.
- Luca: Es la segunda ciudad más grande de Spira. Junto a Bevelle es una de las más pobladas y todo se agradece al estadio de blitzball. Dispone también de un auditorio.
- Camino de Miihen: Sendero al norte de Luca que es lugar de tránsito de viajeros y sobre todo de chocobos. Recibe el nombre del general Miihen, que junto con más guerreros salieron de Luca dispuestos a derrotar a Sihn. A lo largo del trayecto se pueden ver evidencias de la destrucción de Sihn con grandes ruinas escondidas entre la maleza.
- Senda de las Rocas Hongo: Camino que acaba en el Templo de Djose. Cerca del final del juego, este es el lugar donde el grupo se encuentra con las Hermanas Magus oscuras.
- Templo de Djose: Templo que rinde culto al elemento Rayo, donde se consigue al eón Ixion.
- Río de la Luna: Camino separado por un río que se cruza con un animal similar a un elefante llamado Shupaf. Puedes encontrar también a varios vendedores de objetos.
- Guadosalam: Hogar de los Guado y lugar donde se sitúa la residencia de Seymour y el Etéreo, donde van a parar las almas de los difuntos después de ser enviadas adecuadamente por un invocador.
- Llanura de los Rayos: Llanura oscura que se encuentra en permanente tormenta y donde caen rayos sin cesar. Está repleto de grandes pararrayos construidos por cierto hombre que, irónicamente, murió fulminado de un rayo. Puede encontrarse aquí a cactilios y, al final del juego, al Ixion oscuro.
- Bosque de Macalania: Bosque de apariencia cristalina compuesto por varios pisos donde aparecen extraños monstruos de elemento agua. Con el espejo de los 7 astros colocado en cierto lugar, puedes conseguir las armas definitivas de los personajes del juego.
  - Templo de Macalania: Templo dirigido por Seymour Guado. En él, se puede obtener a Shiva. Al final del juego, aquí aparece la Shiva oscura.
- Desierto de Bikanel: Hogar de los Albhed y, por lo tanto, de Rikku. Al final del juego, puedes encontrar aquí al Ifrit oscuro.
- Bevelle: Ciudad más grande de Spira. Antiguamente era junto a Zanarkand una de las ciudades más prósperas de Spira. En la actualidad es la sede de los venerables y rinde tributo a Yevon con excesiva rigidez. En su templo, Yuna consigue a su quinto eón, Bahamut.
- Llanura de la Calma: Vasta llanura donde se han producido muchas batallas de invocadores con Sihn. Recibe ese nombre gracias al periodo de tranquilidad que viene después de la derrota de Sihn, llamado La Calma.
  - Templo de Remiem: Templo que se encuentra en un lugar oculto de la Llanura de la Calma (para llegar se necesita un chocobo). Aquí Yuna puede conseguir al eón Hermanas Magus tras vencer a todos los eones de Belgemine (incluyendo los eones ocultos) y conseguir dos objetos clave para desbloquear la puerta hacia la sala del orador. La historia cuenta que antes de que Sihn destrozara la llanura, este templo se encontraba justo en el centro de la misma.
  - Cueva del orador robado: Cueva que se encuentra bajando un sendero entre la Llanura de la Calma y el Monte Gagazet. Aquí Yuna puede conseguir al eón oculto Yojimbo. Al final del juego encontrarás aquí al Yojimbo oscuro.
- Monte Gagazet: Montañas nevadas situadas al norte de la Llanura de la Calma y que resguardan la ciudad de Zanarkand. Es el territorio de los Ronso. Al final del juego, puedes encontrar aquí a Ánima oscura.
- Zanarkand: Caminamos por ella al principio del juego, cuando aún era la ciudad más próspera de Spira, hace mil años. Tras su destrucción ha quedado en ruinas y repleta de lucilos, ya que el aura de muerte se cierne sobre ella. Es la meta de los protagonistas del juego y del peregrinaje de todo invocador para obtener el Eón Supremo, único medio de derrotar a Shin. Al final del juego, encontrarás aquí al Bahamut oscuro.
- Templo de Baaj: Después de la escena en la Zanarkand de hace mil años, este es el primer lugar de Spira que se visita en el juego. Es un antiguo templo en ruinas medio sumergido. Tidus encuentra refugio cuando llega por primera vez a Spira. Más adelante, se puede volver a él a través del barco volador de Cid. Yuna puede conseguir en él el eón Anima (Eón Supremo de Seymour que no llegó a usar contra Sihn) después de haber activado las estatuas de la entrada.
- Ruinas Omega: Se llega a ellas a través del barco volador. En lo más profundo de la cueva aguarda el Ente Omega. Es el mejor sitio para entrenar y completar así el tablero de esferas.

## Jugabilidad
Final Fantasy X es un RPG (juego de rol) japonés, con un sistema de combate basado en turnos llamado BTV (Batalla por Turnos Variables) controlados por una barra determinada por los parámetros de los personajes. Según el comando elegido, los turnos variarán (p.e. al utilizar un turbo se pierden algunos turnos posteriores). En un combate podemos manejar hasta tres personajes a la vez, aunque podemos sustituirlos en batalla, una de las principales novedades de esta entrega. Tanto los escenarios como los personajes están hechos con modelos 3D.
La historia es lineal, de unas 40 horas de duración, aunque existen numerosas submisiones y minijuegos que hacen que este juego dure más de 100 horas. Aunque si se pretende completar "el tablero de esferas" (sistema de entrenamiento), el juego podría tardar en completarse alrededor de 175 horas.
Es el primer Final Fantasy en incorporar voces de los personajes, aunque en Europa están en inglés. Todos los textos, sin embargo, han sido traducidos al castellano.
En este Final Fantasy la experiencia (pH) nos da "puntos" (UD: Unidades de Desarrollo) para movernos sobre un tablero de esferas en el que cada casilla recorrida supone la adquisición de una nueva habilidad, magia o la mejora de una de sus características para el personaje en cuestión. La ruta a seguir no es lineal, de modo que en distintas situaciones nos veremos obligados a escoger entre los diferentes caminos posibles. Así, se puede ahondar en la faceta de roles que incorpora el juego, creando personajes a nuestro gusto. Podemos mejorar la fuerza de Auron y la magia de Yuna, como propone el juego, o al revés si así lo deseamos.
Como todos los Final Fantasy, se ha incorporado un minijuego. En este caso tenemos el "blitzball" (o "blitzbol"). Podemos participar en ligas y campeonatos, ganando objetos y habilidades para nuestros personajes (sobre todo, es muy importante para conseguir los Turbos de Wakka). El deporte en sí es una mezcla de fútbol y waterpolo en la que los jugadores de cada equipo se mueven en el interior de una gran esfera llena de agua.

### Desplazamientos y Mapamundi
La jugabilidad de Final Fantasy X difiere de otros Final Fantasy anteriores por carecer de un sistema de navegación basado en un "mapa del mundo" interactivo con vista de pájaro. Los juegos anteriores tenían una representación en miniatura de las extensas zonas (campo, desiertos, selvas etc.) entre las ciudades y localizaciones del juego, usada para desplazamientos de larga distancia. En vez de esto, las localizaciones de FFX son esencialmente contiguas y nunca se funden en un mapa mundial.
El director de Mapas Takayoshi Nakazato explicó que en Final Fantasy X, quería implementar un concepto más realista que en los Final Fantasy anteriores, ofreciendo entornos 3D, en oposición a gráficos pre-renderizados (él se refiere a ellos como "entorno pseudo 3D "). Teóricamente, todo el mundo se puede recorrer con estos entornos 3D, que se tocan unos con otros en sus extremos, por lo que un mapa carece de sentido.

### Sistema de Batalla
Final Fantasy X presenta el sistema de batalla Conditional Turn-Based Battle (CTB) en lugar del tradicional Active Time Battle (ATB) usado en los juegos anteriores de la saga. CTB fue desarrollado por Toshiro Tsuchida, quien tenía en mente el sistema ATB de Final Fantasy IV al desarrollarlo. Mientras ATB utiliza elementos en tiempo real, CTB está basado en un formato que detiene la batalla durante el turno de cada jugador. De ese modo le da al jugador un período indefinido para pensar y seleccionar una acción. También permite que los atributos y acciones de los personajes y enemigos afecten al número de turnos que tienen y al orden en que se suceden. Por ejemplo, un personaje veloz atacará más veces que uno lento. El juego proporciona una línea temporal gráfica en la parte superior derecha de la pantalla que detalla el orden de los turnos venideros.
Por lo demás, el juego hace uso de los elementos típicos de la saga, como son el uso de diferentes armas (sables, espadas, varas mágicas, lanzas e incluso cactus o balones de blitzbol), magias, objetos e invocaciones en el caso de Yuna, la única invocadora del grupo.

### Tablero de esferas
El sistema de subida de nivel de Final Fantasy X, por medio de un tablero de esferas, es único en el género de los RPG (exceptuando la nueva versión del Final Fantasy II: Dawn of Souls). Los personajes adquieren puntos de habilidad en cada combate que, al superar ciertos umbrales, otorgan las unidades de desplazamiento (UD). Los niveles de esfera, a su vez, permiten a los jugadores moverse por el Tablero de esferas, un tablero predeterminado con varios cientos de nodos interconectados que consisten en varias bonificaciones para las habilidades y estadísticas. Unos objetos llamados "esferas" (obtenidos de los enemigos derrotados, cofres del tesoro y como premio por otros eventos) se pueden colocar sobre esos nodos, desbloqueando su función para el personaje seleccionado. De este modo, el desarrollo de los personajes jugables se asemeja a un juego de mesa.
El productor Yoshinori Kitase ha explicado que el propósito que hay detrás del Tablero de esferas es dar a los jugadores un medio interactivo para incrementar los atributos de sus personajes, de modo que sean capaces de observar el desarrollo de esos atributos de primera mano y puedan interferir en él.
El tablero de esferas también permite a los jugadores personalizar completamente a los personajes en contraste al propósito deseado en la batalla, por ejemplo haciendo que la maga Yuna sea poderosa físicamente, o que el espadachín Auron tenga habilidades de sanador. Las versiones Internacional y PAL del juego incluyen una modalidadExperta opcional del Tablero de esferas. En esa modalidad, todos los personajes comienzan en el medio del tablero y deben seguir cualquier camino que escoja el jugador. Como compensación el tablero de esferas experto tiene menos nodos en total, de ese modo se decrementan las mejoras estadísticas totales disponibles durante el juego.